# Лянса
Лянса (кат. Llançà) — муніципалітет, розташований в Автономній області Каталонія, в Іспанії. Знаходиться у районі (кумарці) Ал Ампурда провінції Жирона, згідно з новою адміністративною реформою перебуватиме у складі Баґарії Жирона.

## Населення
Населення міста (у 2007 р.) становить 4.862 особи (з них менше 14 років — 13,4 %, від 15 до 64 — 67,8 %, понад 65 років — 18,8 %). У 2006 р. народжуваність склала 51 особа, смертність — 50 осіб, зареєстровано 23 шлюби. У 2001 р. активне населення становило 1.733 особи, з них безробітних — 188 осіб.

Серед осіб, які проживали на території міста у 2001 р., 2.726 народилися в Каталонії (з них 2.048 осіб у тому самому районі, або кумарці), 888 осіб приїхало з інших областей Іспанії, а 276 осіб приїхало з-за кордону. 

Університетську освіту має 7,8 % усього населення. 

У 2001 р. нараховувалося 1.607 домогосподарств (з них 28,1 % складалися з однієї особи, 30,3 % з двох осіб,21 % з 3 осіб, 14,9 % з 4 осіб, 3,8 % з 5 осіб, 1,6 % з 6 осіб, 0,2 % з 7 осіб, 0,1 % з 8 осіб і 0 % з 9 і більше осіб).

Активне населення міста у 2001 р. працювало у таких сферах діяльності: у сільському господарстві — 8,3 %, у промисловості — 11,5 %, на будівництві — 16,7 % і у сфері обслуговування — 63,6 %. 

 У муніципалітеті або у власному районі (кумарці) працює 1.240 осіб, поза районом — 535 осіб.

### Безробіття
У 2007 р. нараховувалося 141 безробітний (у 2006 р. — 163 безробітних), з них чоловіки становили 34 %, а жінки — 66 %.

## Економіка

### Підприємства міста

#### Промислові підприємства
| \| Промислові підприємства міста, за сферою діяльності \| Промислові підприємства міста, за сферою діяльності \| Промислові підприємства міста, за сферою діяльності \| \| Рік \| 2002 р. \| 2001 р. \| \| --------------------------------------------------- \| --------------------------------------------------- \| --------------------------------------------------- \| \| Енергетичні та водні ресурси \| 7,7 % \| 7,4 % \| \| Хімія та метали \| 3,8 % \| 3,7 % \| \| Переробка металів \| 46,2 % \| 55,6 % \| \| Продукти харчування \| 11,5 % \| 11,1 % \| \| Текстиль \| 7,7 % \| 7,4 % \| \| Виробництво меблів, видання \| 15,4 % \| 7,4 % \| \| Інше \| 7,7 % \| 7,4 % \| \| Усього підприємств \| 26 \| 27 \| |         |         |
| Промислові підприємства міста, за сферою діяльності |         |         |
| Рік | 2002 р. | 2001 р. |
| Енергетичні та водні ресурси | 7,7 %   | 7,4 %   |
| Хімія та метали | 3,8 %   | 3,7 %   |
| Переробка металів | 46,2 %  | 55,6 %  |
| Продукти харчування | 11,5 %  | 11,1 %  |
| Текстиль | 7,7 %   | 7,4 %   |
| Виробництво меблів, видання | 15,4 %  | 7,4 %   |
| Інше | 7,7 %   | 7,4 %   |
| Усього підприємств | 26      | 27      |

#### Роздрібна торгівля
| \| Підприємства роздрібної торгівлі міста, за сферою діяльності \| Підприємства роздрібної торгівлі міста, за сферою діяльності \| Підприємства роздрібної торгівлі міста, за сферою діяльності \| \| Рік \| 2002 р. \| 2001 р. \| \| ------------------------------------------------------------ \| ------------------------------------------------------------ \| ------------------------------------------------------------ \| \| Продукти харчування \| 36,2 % \| 36,1 % \| \| Одяг та взуття \| 12,4 % \| 12 % \| \| Товари для дому \| 11,4 % \| 11,1 % \| \| Книги та періодичні видання \| 1,9 % \| 1,9 % \| \| Промислова хімічна продукція \| 12,4 % \| 13 % \| \| Продукція, пов'язана з транспортними засобами \| 4,8 % \| 4,6 % \| \| Інше \| 21 % \| 21,3 % \| \| Усього підприємств \| 105 \| 108 \| |         |         |
| Підприємства роздрібної торгівлі міста, за сферою діяльності |         |         |
| Рік | 2002 р. | 2001 р. |
| Продукти харчування | 36,2 %  | 36,1 %  |
| Одяг та взуття | 12,4 %  | 12 %    |
| Товари для дому | 11,4 %  | 11,1 %  |
| Книги та періодичні видання | 1,9 %   | 1,9 %   |
| Промислова хімічна продукція | 12,4 %  | 13 %    |
| Продукція, пов'язана з транспортними засобами | 4,8 %   | 4,6 %   |
| Інше | 21 %    | 21,3 %  |
| Усього підприємств | 105     | 108     |

#### Сфера послуг
| \| Підприємства міста, що працюють у сфері послуг, за діяльністю \| Підприємства міста, що працюють у сфері послуг, за діяльністю \| Підприємства міста, що працюють у сфері послуг, за діяльністю \| \| Рік \| 2002 р. \| 2001 р. \| \| ------------------------------------------------------------- \| ------------------------------------------------------------- \| ------------------------------------------------------------- \| \| Гуртова торгівля \| 4,1 % \| 4,4 % \| \| Готелі та готельний бізнес \| 33,5 % \| 34,4 % \| \| Транспорт та зв'язок \| 9,5 % \| 8,8 % \| \| Посередницькі фінансові послуги \| 5,8 % \| 6,6 % \| \| Послуги підприємствам \| 3,3 % \| 2,2 % \| \| Послуги фізичним особам \| 19,8 % \| 21,1 % \| \| Нерухомість та ін. \| 24 % \| 22,5 % \| \| Усього підприємств \| 242 \| 227 \| |         |         |
| Підприємства міста, що працюють у сфері послуг, за діяльністю |         |         |
| Рік | 2002 р. | 2001 р. |
| Гуртова торгівля | 4,1 %   | 4,4 %   |
| Готелі та готельний бізнес | 33,5 %  | 34,4 %  |
| Транспорт та зв'язок | 9,5 %   | 8,8 %   |
| Посередницькі фінансові послуги | 5,8 %   | 6,6 %   |
| Послуги підприємствам | 3,3 %   | 2,2 %   |
| Послуги фізичним особам | 19,8 %  | 21,1 %  |
| Нерухомість та ін. | 24 %    | 22,5 %  |
| Усього підприємств | 242     | 227     |

## Житловий фонд
У 2001 р. 8,3 % усіх родин (домогосподарств) мали житло метражем до 59 м², 38,5 % — від 60 до 89 м², 36,3 % — від 90 до 119 м² і
16,9 % — понад 120 м².

З усіх будівель у 2001 р. 21,1 % було одноповерховими, 50,4 % — двоповерховими, 23,3 % — триповерховими, 4,7 % — чотириповерховими, 0,4 % — п'ятиповерховими, 0 % — шестиповерховими,
0 % — семиповерховими, 0 % — з вісьмома та більше поверхами.

## Автопарк
| \| Автомобілі, зареєстровані у місті, за призначенням \| Автомобілі, зареєстровані у місті, за призначенням \| Автомобілі, зареєстровані у місті, за призначенням \| \| Рік \| 2006 р. \| 2005 р. \| \| -------------------------------------------------- \| -------------------------------------------------- \| -------------------------------------------------- \| \| Приватні автомобілі \| 64,2 % \| 65,5 % \| \| Мотоцикли \| 12,4 % \| 11,7 % \| \| Вантажівки \| 20,8 % \| 19,7 % \| \| Трактори \| 0,1 % \| 0,4 % \| \| Автобуси та ін. \| 2,5 % \| 2,7 % \| \| Усього автомобілів \| 3.610 шт. \| 3.453 шт. \| |           |           |
| Автомобілі, зареєстровані у місті, за призначенням |           |           |
| Рік | 2006 р.   | 2005 р.   |
| Приватні автомобілі | 64,2 %    | 65,5 %    |
| Мотоцикли | 12,4 %    | 11,7 %    |
| Вантажівки | 20,8 %    | 19,7 %    |
| Трактори | 0,1 %     | 0,4 %     |
| Автобуси та ін. | 2,5 %     | 2,7 %     |
| Усього автомобілів | 3.610 шт. | 3.453 шт. |

## Вживання каталанської мови
У 2001 р. каталанську мову у місті розуміли 96,1 % усього населення (у 1996 р. — 92,9 %), вміли говорити нею 82,9 % (у 1996 р. — 76,9 %), вміли читати 81,3 % (у 1996 р. — 74,2 %), вміли писати 56,4 % (у 1996 р. — 47,1 %). Не розуміли каталанської мови 3,9 %.

## Політичні уподобання
У виборах до Парламенту Каталонії у 2006 р. взяло участь 1.925 осіб (у 2003 р. — 2.208 осіб). Голоси за політичні сили розподілилися таким чином:
| \| Вибори до Парламенту Каталонії \| Вибори до Парламенту Каталонії \| Вибори до Парламенту Каталонії \| \| Рік \| 2006 р. \| 2003 р. \| \| -------------------------------------- \| ------------------------------ \| ------------------------------ \| \| Конвергенція та Єднання (CiU) \| 38,8 % \| 39,8 % \| \| Соціалістична партія Каталонії (PSC) \| 23,3 % \| 25 % \| \| Народна партія (PP) \| 6,7 % \| 7,8 % \| \| Ініціатива за зелену Каталонію (IC) \| 6 % \| 4 % \| \| Республіканська лівиця Каталонії (ERC) \| 20,5 % \| 21,8 % \| \| Громадянська партія (C's) \| 1,9 % \| 0 % \| \| Інші \| 2,9 % \| 1,6 % \| |         |         |
| Вибори до Парламенту Каталонії |         |         |
| Рік | 2006 р. | 2003 р. |
| Конвергенція та Єднання (CiU) | 38,8 %  | 39,8 %  |
| Соціалістична партія Каталонії (PSC) | 23,3 %  | 25 %    |
| Народна партія (PP) | 6,7 %   | 7,8 %   |
| Ініціатива за зелену Каталонію (IC) | 6 %     | 4 %     |
| Республіканська лівиця Каталонії (ERC) | 20,5 %  | 21,8 %  |
| Громадянська партія (C's) | 1,9 %   | 0 %     |
| Інші | 2,9 %   | 1,6 %   |

У муніципальних виборах у 2007 р. взяло участь 2.601 особа (у 2003 р. — 2.435 осіб). Голоси за політичні сили розподілилися таким чином:
| \| Муніципальні вибори \| Муніципальні вибори \| Муніципальні вибори \| \| Рік \| 2007 р. \| 2003 р. \| \| -------------------------------------- \| ------------------- \| ------------------- \| \| Конвергенція та Єднання (CiU) \| 53 % \| 55,9 % \| \| Соціалістична партія Каталонії (PSC) \| 15 % \| 19,1 % \| \| Народна партія (PP) \| 2,3 % \| 0 % \| \| Ініціатива за зелену Каталонію (IC) \| 7,9 % \| 0 % \| \| Республіканська лівиця Каталонії (ERC) \| 21,7 % \| 25 % \| \| Громадянська партія (C's) \| 0 % \| 0 % \| \| Інші \| 0 % \| 0 % \| |         |         |
| Муніципальні вибори |         |         |
| Рік | 2007 р. | 2003 р. |
| Конвергенція та Єднання (CiU) | 53 %    | 55,9 %  |
| Соціалістична партія Каталонії (PSC) | 15 %    | 19,1 %  |
| Народна партія (PP) | 2,3 %   | 0 %     |
| Ініціатива за зелену Каталонію (IC) | 7,9 %   | 0 %     |
| Республіканська лівиця Каталонії (ERC) | 21,7 %  | 25 %    |
| Громадянська партія (C's) | 0 %     | 0 %     |
| Інші | 0 %     | 0 %     |